# Karaurgan, Sarıkamış
Karaurgan là một xã thuộc huyện Sarıkamış, tỉnh Kars, Thổ Nhĩ Kỳ. Dân số thời điểm năm 2010 là 621 người.